# Райнгольд Фрідріх Гензель
Райнгольд Фрідріх Гензель (нім. Reinhold Friedrich Hensel, 1826—1881) — німецький зоолог і палеонтолог, спеціалізувався на теріології.

## Біографія
Гензель навчався у гімназії святої Єлизавети у Бреслау (нині Вроцлав у Польщі). Вивчав зоології, у 1846 році отримав ступінь бакалавра. Продовжив навчання у Вроцлавському університеті, де у 1856 році отримав докторську ступінь. Тема докторської дисертації — «Das leitende Princip der systematischen Zoologie» (Керівний принцип систематичної зоології).
З 1850 по 1860 року був професором природничих наук у середніх школах Берліна. Крім того, він продовжував займатися зоологією, зокрема проводив порівняльні дослідження черепів місцевих ссавців (особливо м'ясоїдних) і здобув репутацію чудового знавця зубів і скелетів ссавців (включаючи викопних ссавців). У 1853 році обраний членом Леопольдини. Оскільки він тривалий час страждав від проблем із серцем, його потягнуло до природи, і він прийняв пропозицію Академії наук у Берліні поїхати зоологом в експедицію до південної Бразилії до німецької колонії в Порту-Алегрі. Він зібрав багату колекцію черепів ссавців до Музею природознавства в Берліні, але запланована поїздка далі на південь до Парагваю, де він також хотів відвідати райони, багаті на копалини ссавців, не здійснилася через війну Троїстого союзу. Він публікував результати своїх досліджень в серії статей до 1872 року. У 1867 році він став професором зоології в Лісовій академії у Проскау (нині Прушкув). Після ліквідації академії у 1881 році, він пішов у відставку, але незабаром помер від хвороби серця після кількох інсультів.

## Публікації
- Die Bedeutung der Entwicklungsgeschichte für die systematische Zoologie. Nischkowsky, Breslau 1852.
- Übersicht der fossilen und lebenden Säugetiere Schlesiens. Denkschriften Schlesische Gesellschaft zu Breslau 1853, S. 239–250.
- Beiträge zur Kenntnis fossiler Säugetiere, Insectenfresser und Nagethiere der Diluvialformation. In: Zeitschrift der deutschen geologischen Gesellschaft, Band 7, 1855, 458—501, Band 8, 1856, S. 279–290, 660—702.
- Über Hipparion mediterraneum. In: Abhandlungen. Königliche Akademie der Wissenschaften Berlin 1860.
- Beiträge zur näheren Kenntniß der brasilianischen Provinz São Pedro do Rio Grande do Sul. In: Zeitschrift der Gesellschaft für Erdkunde zu Berlin. 2. Band. Reimer, Berlin 1867, S. 227—269, 342—376, Tafel III Die deutschen Colonien im Urwald der Brasilianischen Provinz Rio Grande do Sul (Commons).
- Beiträge zur Kenntnis der Säugetiere Süd-Brasiliens. In: Berliner Akademische Abhandlungen, Berlin: Dümmler 1872, S. 1–132.
- Singende Meerschweinchen. In: Der Zoologische Garten, Band 19, Frankfurt 1878, S. 184–186.
- Über Homologien und Varianten in den Zahnformeln einiger Säugetiere. In: Gegenbaur's morphologisches Jahrbuch, Band 5, 1879, S. 529–561.